# 욕망하는 식물
《욕망하는 식물》(영어 원제: The Botany of Desire, 욕망의 식물학)은 저술가이자 환경운동가인 마이클 폴란이 쓴 역사적, 진화 식물학 논픽션으로, 소위 ‘길들여진’ 식물의 본성을 인간과 식물 양쪽의 시각으로 탐구하는 책이다. 이 책에는 네 가지의 식물, 즉 사과와 튤립, 대마초와 감자가 주요 소재로 등장한다. 이들은 인간이 식물을 재배 과정에서 인위선택하거나, 유전공학을 이용한 변이를 통해 실현된 네 가지 인간의 욕망을 상징하는 것으로, 사과는 달콤함에 대한 욕망, 튤립은 아름다움, 대마초는 도취, 감자는 지배의 욕망을 나타낸다.
폴란은 각 장을 대표하는 식물과 관련된 자신의 경험담을 이야기하며 그것들은 그 식물 종의 사회사(社會史)의 이야기로 빠르게 이어진다. 이는 인간과 식물의 공진화 또는 서로에 대한 길들임을 전제로 하고 있으며, ‘인간 꿀벌’이라는 비유를 통해 인간이 식물을 선택하기보다는 식물이 인간을 이용하고 있다는 새로운 관점을 전달한다. 이 책에 등장하는 이야기의 소재들은 전설적인 조니 애플시드의 알려지지 않은 진실이라던가, 암스테르담에서 처음 대마초에 손댄 그의 개인적 경험담, 유전자가 조작된 감자가 농업의 패러다임을 어떻게 뒤바꾸어 놓았는가하는 심오한 성찰에 이르기까지 매우 다양하다.

## 텔레비전 방송
이 책은 PBS에서 2시간 동안 방송한 《The Botany of Desire》의 바탕이 되었다.

## 출판 정보
- 영어판: Michael Pollan, The Botany of Desire (2001) Random House, hardcover: ISBN 0-375-50129-0, 2002 paperback: ISBN 0-375-76039-3
- 한국어판: 마이클 폴란, 《욕망하는 식물》(2007년) 황소자리, 패이퍼백: ISBN 978-89-91508-33-0

## 같이 보기
- 공진화